# Carl Jules Weyl
Pour les articles homonymes, voir Weyl.
Carl Jules Weyl est un directeur artistique allemand, né le 6 décembre 1890 à Stuttgart, Empire allemand et mort le 12 juillet 1948 à Los Angeles, Californie, États-Unis

## Filmographie

### Directeur artistique
- 1935 : The Case of the Curious Bride de Michael Curtiz
- 1935 : The Florentine Dagger de Robert Florey
- 1935 : We're in the Money de Ray Enright
- 1935 : Personal Maid's Secret d'Arthur Greville Collins
- 1935 : The Payoff (en) de Robert Florey
- 1935 : Stars Over Broadway de William Keighley
- 1936 : The Singing Kid de William Keighley
- 1936 : I Married a Doctor (en) de Archie Mayo
- 1936 : Guerre au crime (Bullets or Ballots) de William Keighley
- 1936 : The Big Noise de Frank McDonald
- 1936 : The Captain's Kid de Nick Grinde
- 1936 : King of Hockey de Noel M. Smith
- 1937 : Smart Blonde de Frank McDonald
- 1937 : La Loi de la forêt (God's Country and the Woman) de William Keighley
- 1937 : Ready, Willing and Able de Ray Enright
- 1937 : Men in Exile de John Farrow
- 1937 : Le Dernier Combat (Kid Galahad) de Michael Curtiz
- 1937 : Dance Charlie Dance de Frank McDonald
- 1937 : Varsity Show de William Keighley
- 1937 : L'Aventure de minuit (It's Love I'm After) d'Archie Mayo
- 1938 : Les Aventures de Robin des Bois (The Adventures of Robin Hood) de Michael Curtiz et William Keighley
- 1938 : Le Mystérieux docteur Clitterhouse (The Amazing Dr Clitterhouse) de Anatole Litvak
- 1938 : Nuits de bal (The Sisters) d'Anatole Litvak
- 1939 : Le Printemps de la vie (Yes, My Darling Daughter) de William Keighley
- 1939 : Women in the Wind de John Farrow
- 1939 : Les Aveux d'un espion nazi (Confessions of a Nazi Spy) d'Anatole Litvak
- 1939 : Agent double (Espionage Agent) de Lloyd Bacon
- 1939 : Nous ne sommes pas seuls (We Are Not Alone) d'Edmund Goulding
- 1940 : La Balle magique du Docteur Ehrlich (Dr Ehrlich's Magic Bullet) de William Dieterle
- 1940 : L'Étrangère (All This, and Heaven Too) d'Anatole Litvak
- 1940 : La Lettre (The Letter) de William Wyler
- 1941 : Le Grand Mensonge (The Great Lie) d'Edmund Goulding
- 1941 : Shining Victory  d'Irving Rapper
- 1941 : Out of the Fog d'Anatole Litvak
- 1941 : One Foot in Heaven d'Irving Rapper
- 1942 : Crimes sans châtiment (Kings Row) de Sam Wood
- 1942 : La Glorieuse Parade  (Yankee Doodle Dandy) de Michael Curtiz
- 1942 : Sabotage à Berlin (Desperate Journey) de Raoul Walsh
- 1942 : Casablanca de Michael Curtiz
- 1943 : Mission à Moscou (Mission to Moscow) de Michael Curtiz
- 1943 : Tessa, la nymphe au cœur fidèle (The Constant Nymph) d'Edmund Goulding
- 1943 : Quand le jour viendra (Watch on the Rhine) de Herman Shumlin
- 1944 : Passage pour Marseille (Passage to Marseille) de Michael Curtiz
- 1945 : Le blé est vert (The Corn Is Green) d'Irving Rapper
- 1945 : L'Intrigante de Saratoga (Saratoga Trunk) de Sam Wood
- 1946 : Le Grand Sommeil (The Big Sleep) d'Howard Hawks
- 1947 : Le Loup des sept collines (Cry Wolf) de Peter Godfrey
- 1947 : Tu ne m'échapperas pas (Escape Me Never) de Peter Godfrey et LeRoy Prinz

### Chef décorateur
- 1943 : Tessa, la nymphe au cœur fidèle (The Constant Nymph) d'Edmund Goulding

## Distinctions

### Récompense
- Oscars 1939 : Oscar de la meilleure direction artistique pour Les Aventures de Robin des Bois

### Nomination
- Oscars 1944 : Oscar de la meilleure direction artistique pour les décors intérieurs en noir et blanc pour Mission to Moscow